# Ozone夏日青春冒險
《Ozone夏日青春冒險》（英語：Ozone Summer Go）是台灣男子音樂團體Ozone的首部團體綜藝節目，自2023年4月開始錄製，並於11月5日殺青。這部綜藝節目在2023年9月13日於團體出道一周年宣布推出，並於10月20日正式在MyVideo上映。
《Ozone夏日青春冒險》目前拍攝1季，總共13集，製作公司在每一個集數設計兩天一夜的行程讓團體成員完成節目組指派任務並獲得「心願球」等獎勵，另外有些集數還特別融入當地居民的生活互動，以便增加其節目效果。
上映之後，《Ozone夏日青春冒險》在MyVideo節目排行榜蟬連多日冠軍，儘管因為第60屆金馬獎的舉行而造成該綜藝節目的排名一度落後，但金馬獎頒獎典禮結束後，又再次奪下該串流平台冠軍，到2023年底，這部節目在MyVideo年度節目排行榜獲得第3名。

## 獎項
| 年份 | 獲提名            | 屆數         | 獎項               | 結果 |
| 2024 | Ozone夏日青春冒險 | 第59屆金鐘獎 | 最具人氣綜藝節目獎 | 入圍 |